# 敏捷厲蟎
敏捷厲蟎（学名：Laelaps agailis）为厲蟎科厲螨屬下的一个种。